# Yale University Art Gallery
Yale University Art Gallery (Galeria Sztuki Uniwersytetu Yale) – amerykańska galeria sztuki w New Haven, należąca do Uniwersytetu Yale. Jest najstarszym uniwersyteckim muzeum sztuki na półkuli zachodniej.

## Historia

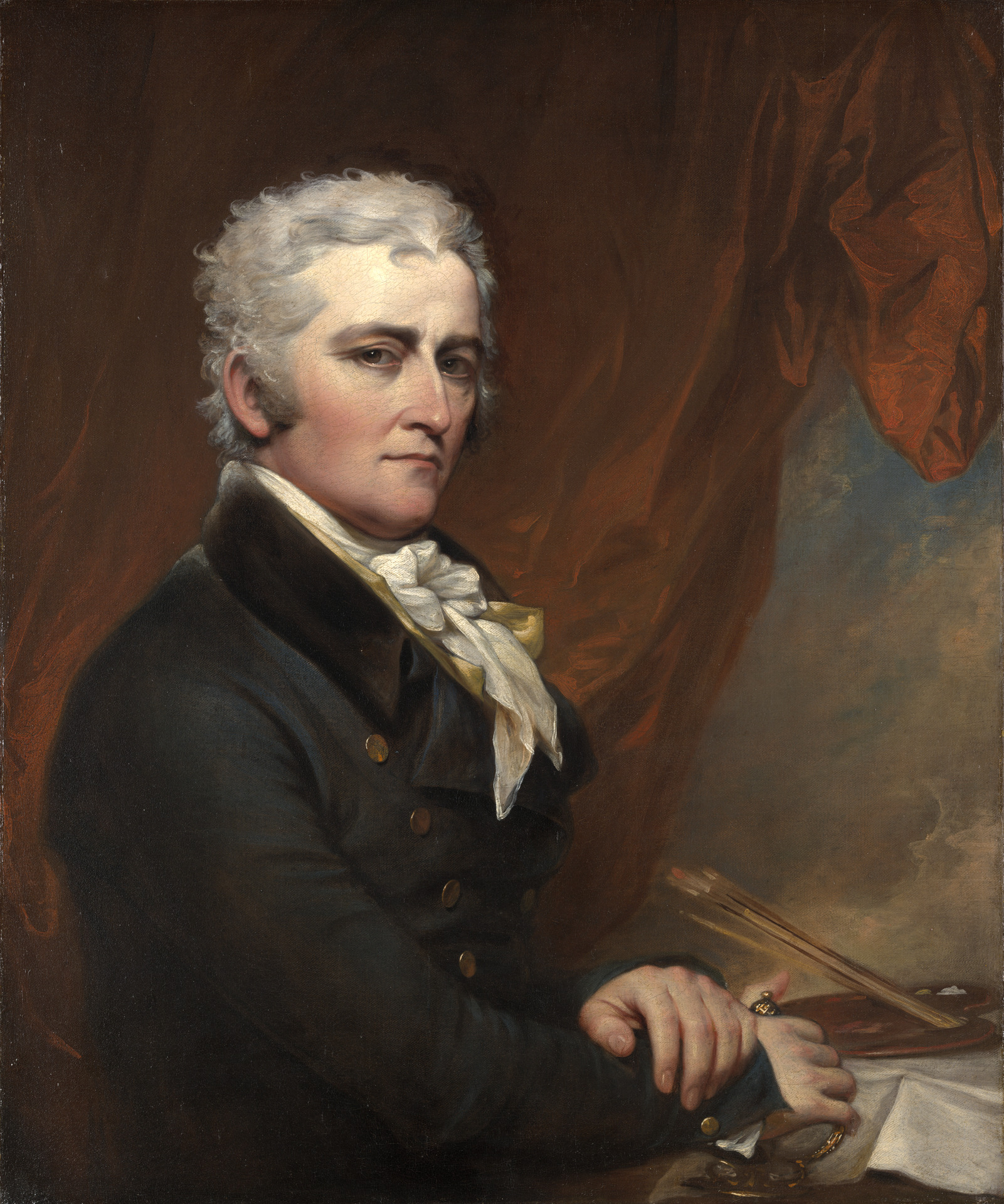
John Trumbull

### Założenie
Galeria Sztuki Uniwersytetu Yale została założona w 1832 dzięki staraniom malarza Johna Trumbulla, przy czym istnieją dwie różne wersje ze strony uczelni, jeśli chodzi o początkowy zasób obrazów:
- W jednej z nich podaje się, iż Trumbull 19 grudnia 1831 podpisał umowę, w której przekazał Uniwersytetowi Yale 28 swoich obrazów i 60 miniaturowych portretów w zamian za roczną rentę 1000 dolarów wypłacaną dożywotnio. Umowa obejmowała ponadto zobowiązanie uniwersytetu do wybudowania na terenie kampusu ogniotrwałego budynku do przechowywania jego dzieł. Trumbull sam zaprojektował budynek galerii obrazów, który otwarto 25 października 1832[2].
- Według drugiej informacji Trumbull przekazał powstającej galerii 100 swoich obrazów[3].

Galeria Trumbulla stała się wkrótce zbyt ciasna, by pomieścić powiększające się zbiory, dlatego w 1867 przeniesiono je na Street Hall, a w byłym budynku galerii umieszczono biuro prezesa i skarbnika uniwersyteckiego. W 1901 budynek został rozebrany.
Jesienią 1926 rozpoczęto budowę nowego gmachu, aby zgromadzić w jednym miejscu zbiory porozwieszane w różnych budynkach kampusu, a także aby mieć rezerwę powierzchni pod przyszłe zbiory. Zaprojektowana przez Egertona Swartwouta galeria sztuk pięknych (Gallery of Fine Arts) została otwarta 27 września 1928. Funkcjonuje do dziś i zawiera część zbiorów Galerii Sztuki Uniwersytetu Yale.

### Współczesny gmach
Współczesny główny gmach instytucji jest jednym z pierwszych Louisa Kahna i zarazem pierwszym z trzech budynków zaprojektowanych przez niego dla potrzeb galerii. Budynek oddano do użytku w listopadzie 1953. Pełnił funkcję sali wystawowej Yale University Art Gallery and Design Center, stanowiąc przy tym atelier dla studentów wydziału sztuki i architektury.

## Architektura
Gmach główny został wybudowany z kamienia, betonu, szkła i stali. Jego fasadę główną stanowi ściana pozbawiona okien. Tak zwany budynek Kahna stanowił radykalny przełom w tradycji neogotyku, w duchu której wzniesiono wiele budynków na terenie campusu, w tym budynek Swartwouta. Budowla odznaczała się pięknem geometrii i świetlistości założenia, ale też innowacyjnością konstrukcyjną, do której należał system elektryczny i wentylacyjny oraz konstrukcja sufitu, składająca się wydrążonych trójkątnych ostrosłupów.

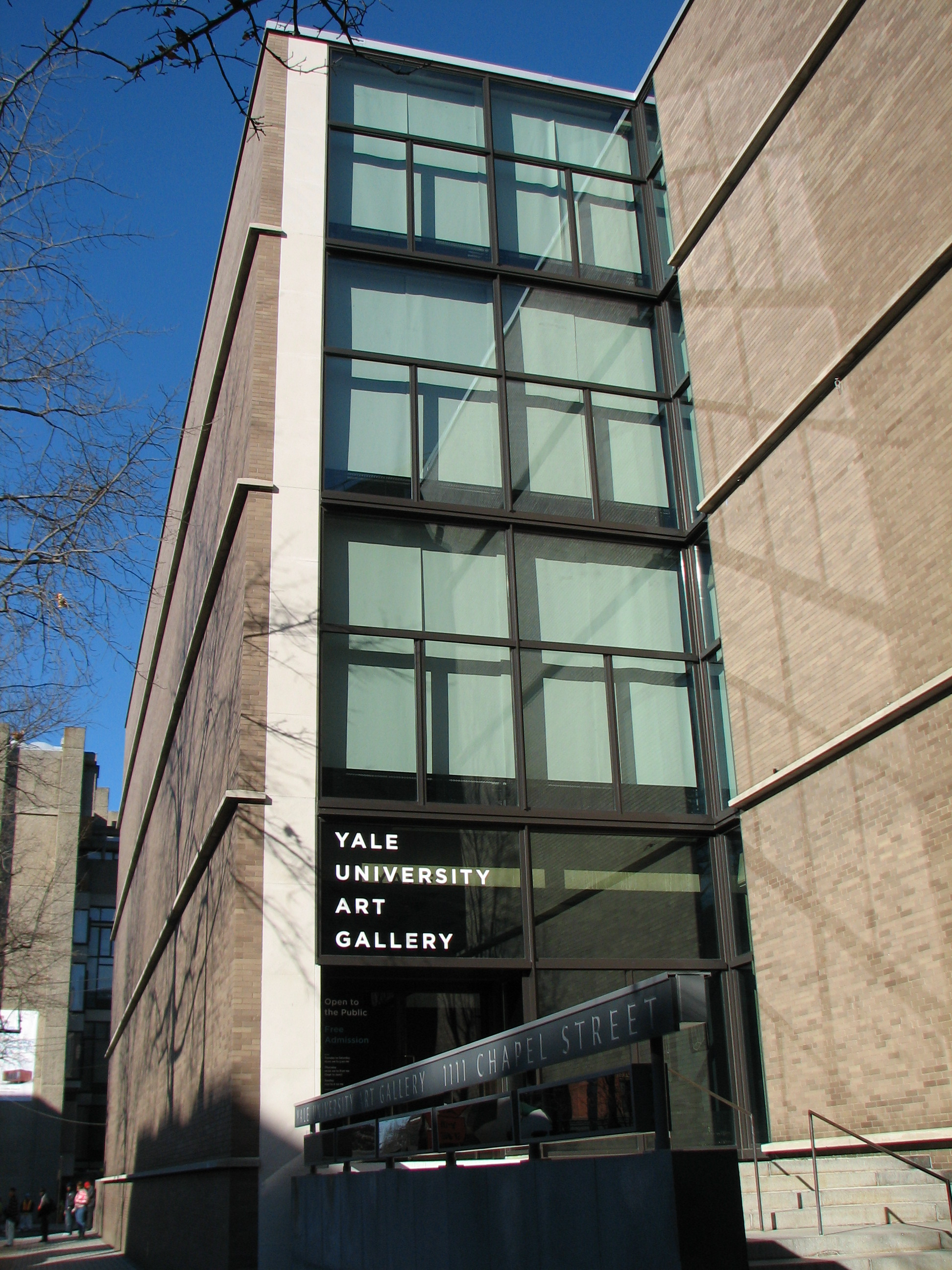
Wejście do budynku głównego
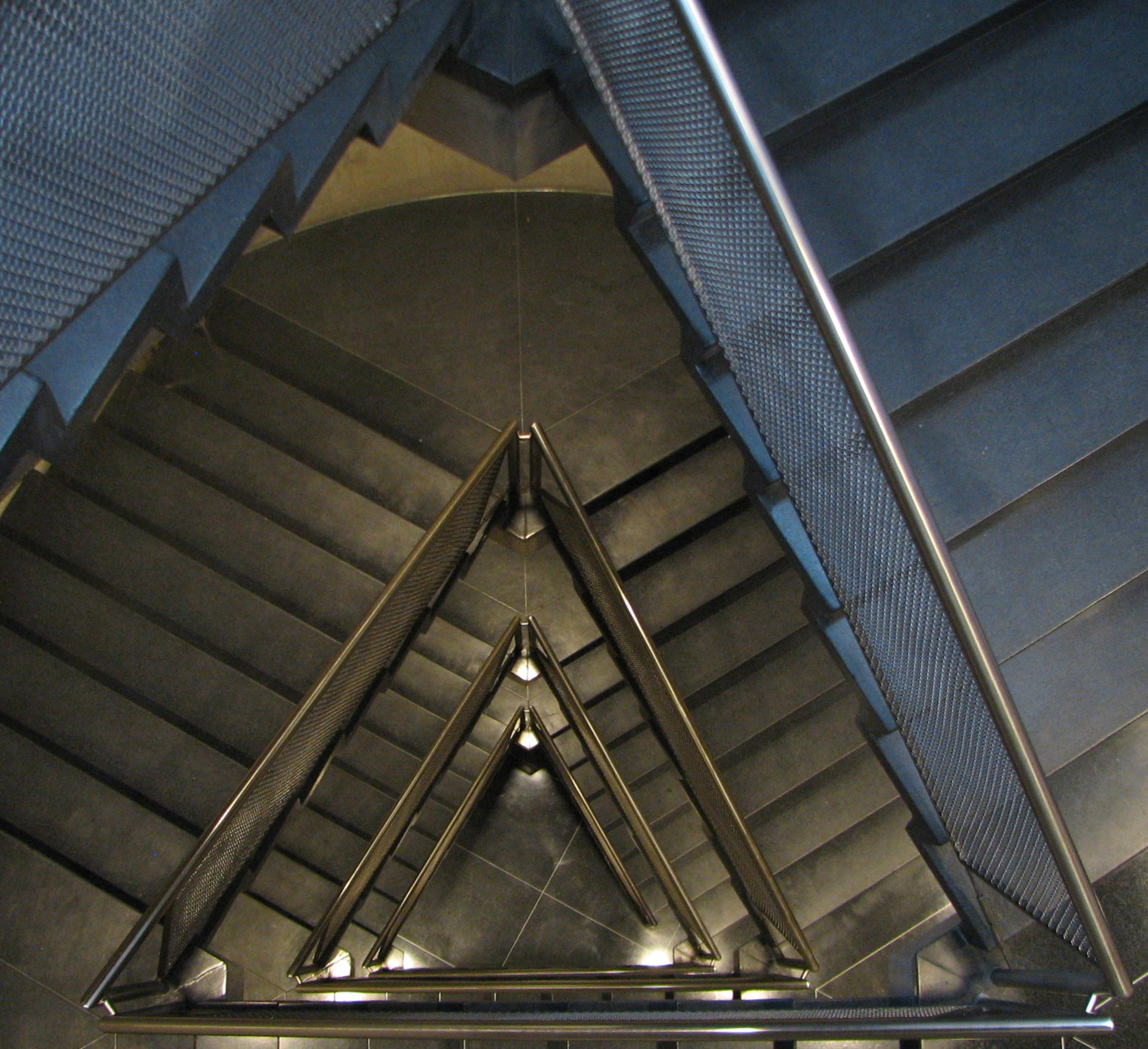
Klatka schodowa w budynku Kahna
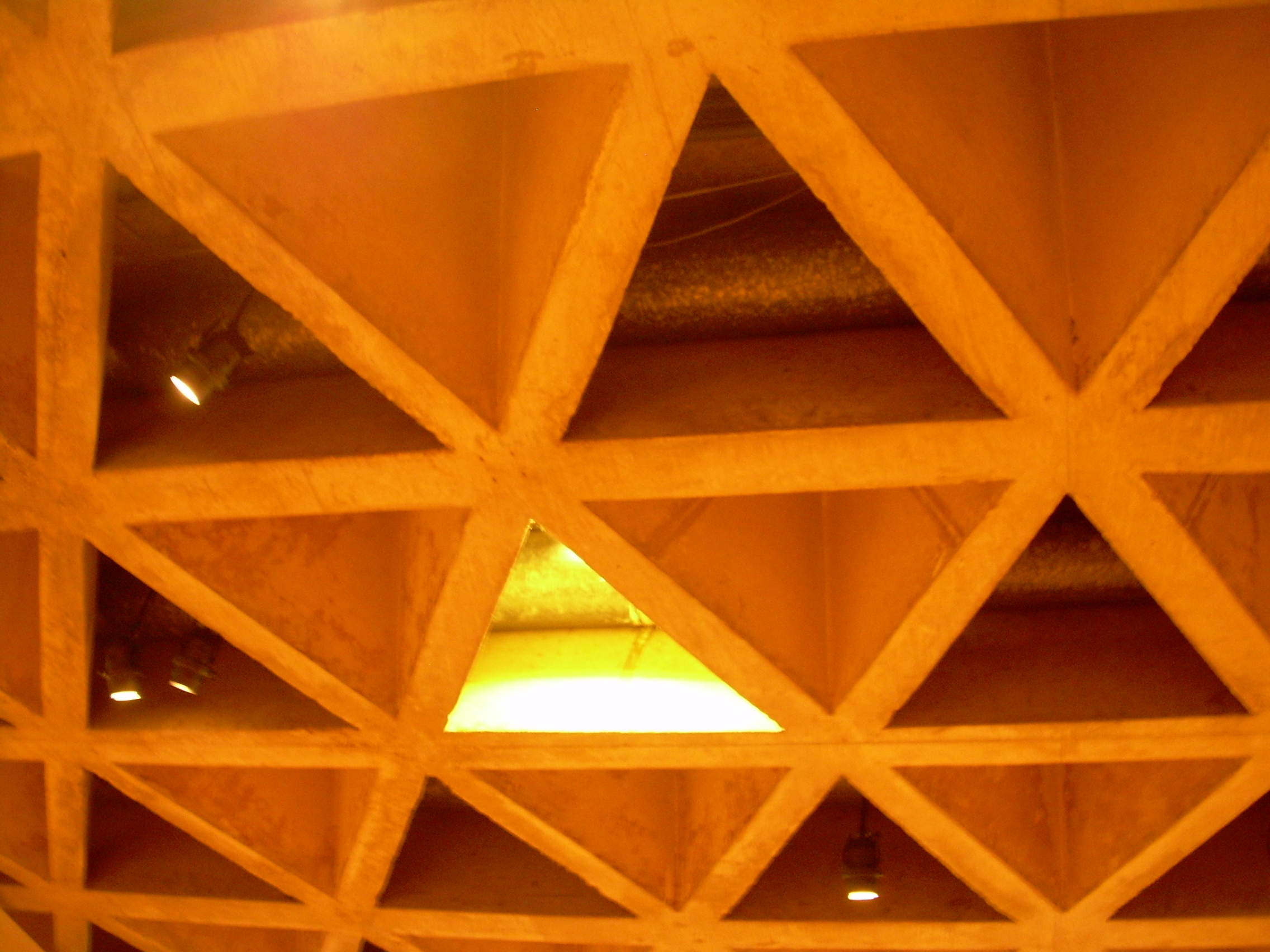
Ostrosłupowy sufit w budynku Kahna
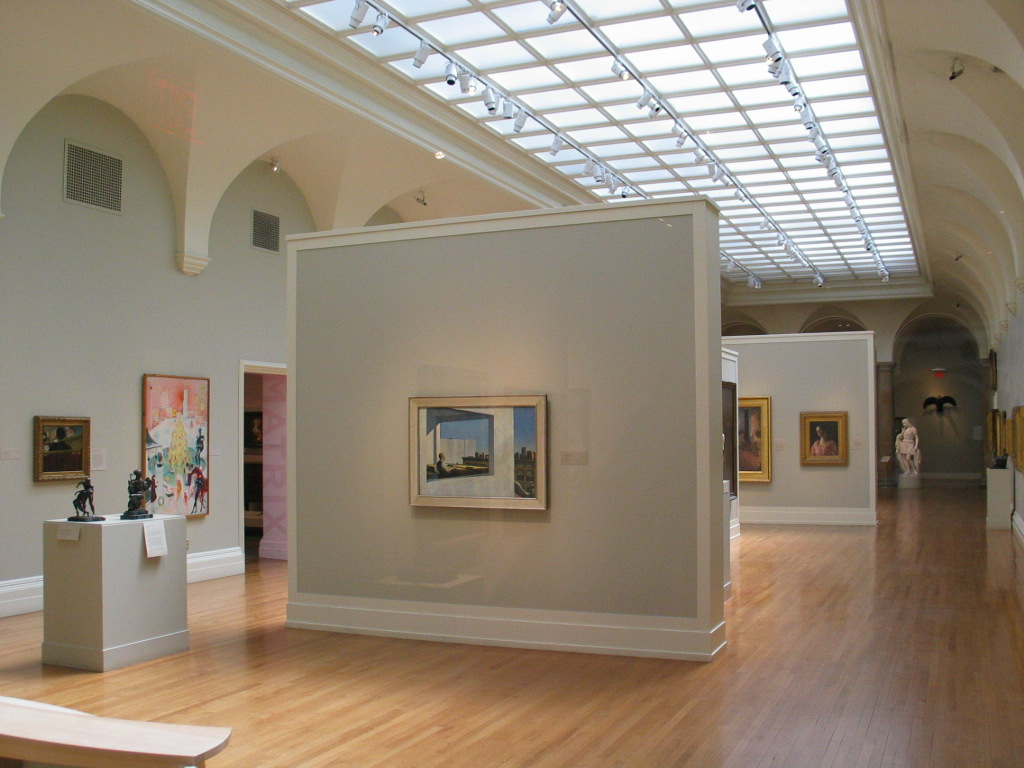
Swatroom
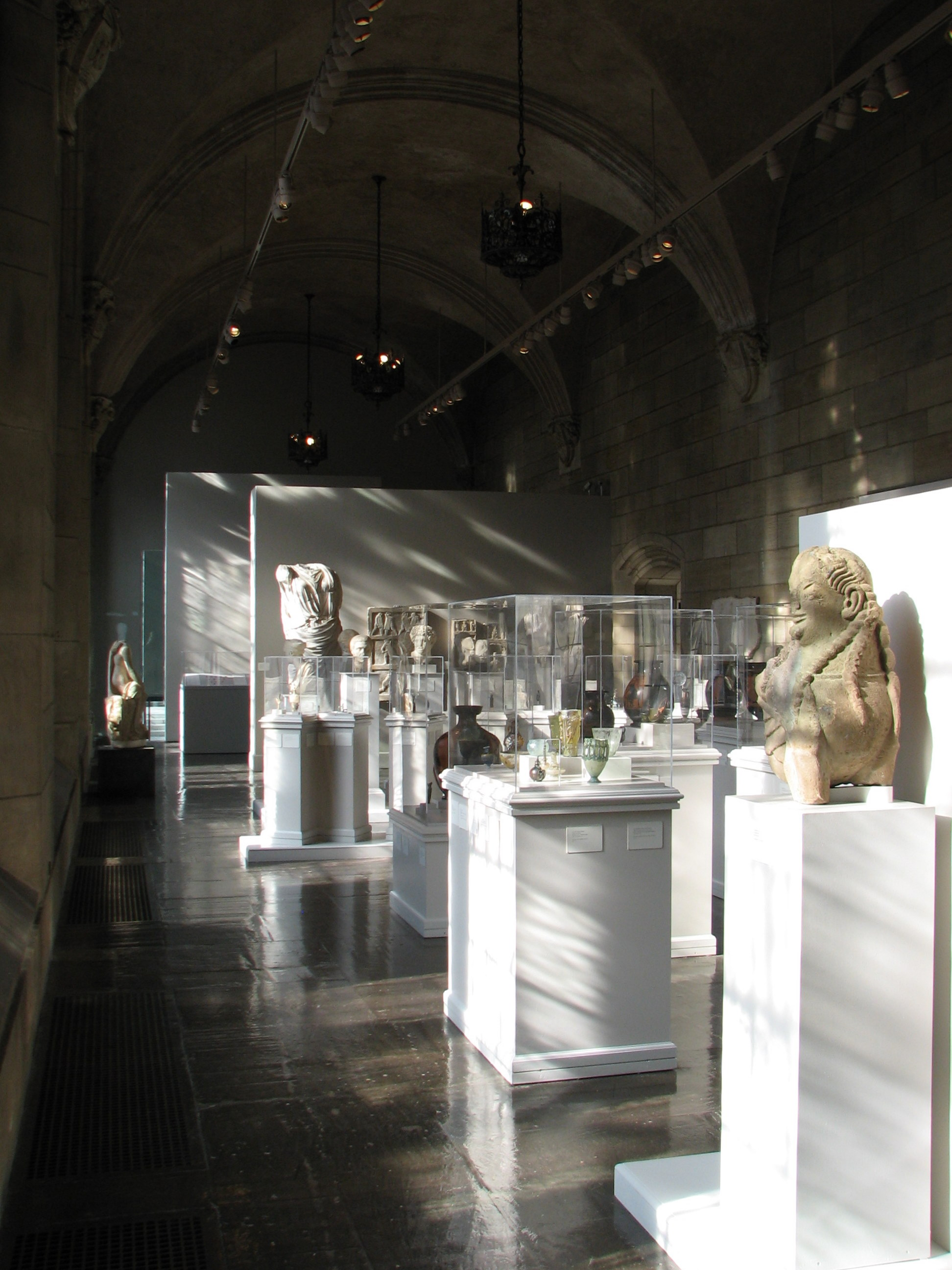
Dział Sztuki Antycznej

## Zbiory
Galeria Sztuki Uniwersytetu Yale obejmuje ponad 185 tys. dzieł podzielonych na dziesięć działów tematycznych: 
1. African Art (Sztuka Afrykańska)
2. American Decorative Arts (Amerykańska Sztuka Dekoracyjna)
3. American Paintings and Sculpture (Amerykańskie Malarstwo i Rzeźba)
4. Ancient Art (Sztuka Antyczna)
5. Art of the Ancient Americas (Sztuka Ameryki Przedkolumbijskiej)
6. Asian Art (Sztuka Azjatycka)
7. Coins and Medals (Monety i medale)
8. European Art (Sztuka Europejska)
9. Modern and Contemporary Art (Sztuka Współczesna)
10. Prints, Drawings, and Photographs (Druki, Rysunki, Fotografie)

Dział sztuki współczesnej obejmuje dzieła Paula Cézanne’a, Pabla Picassa, Vincenta van Gogha, Marcela Duchampa, Pieta Mondriana, Evy Hesse, Roni Horn.

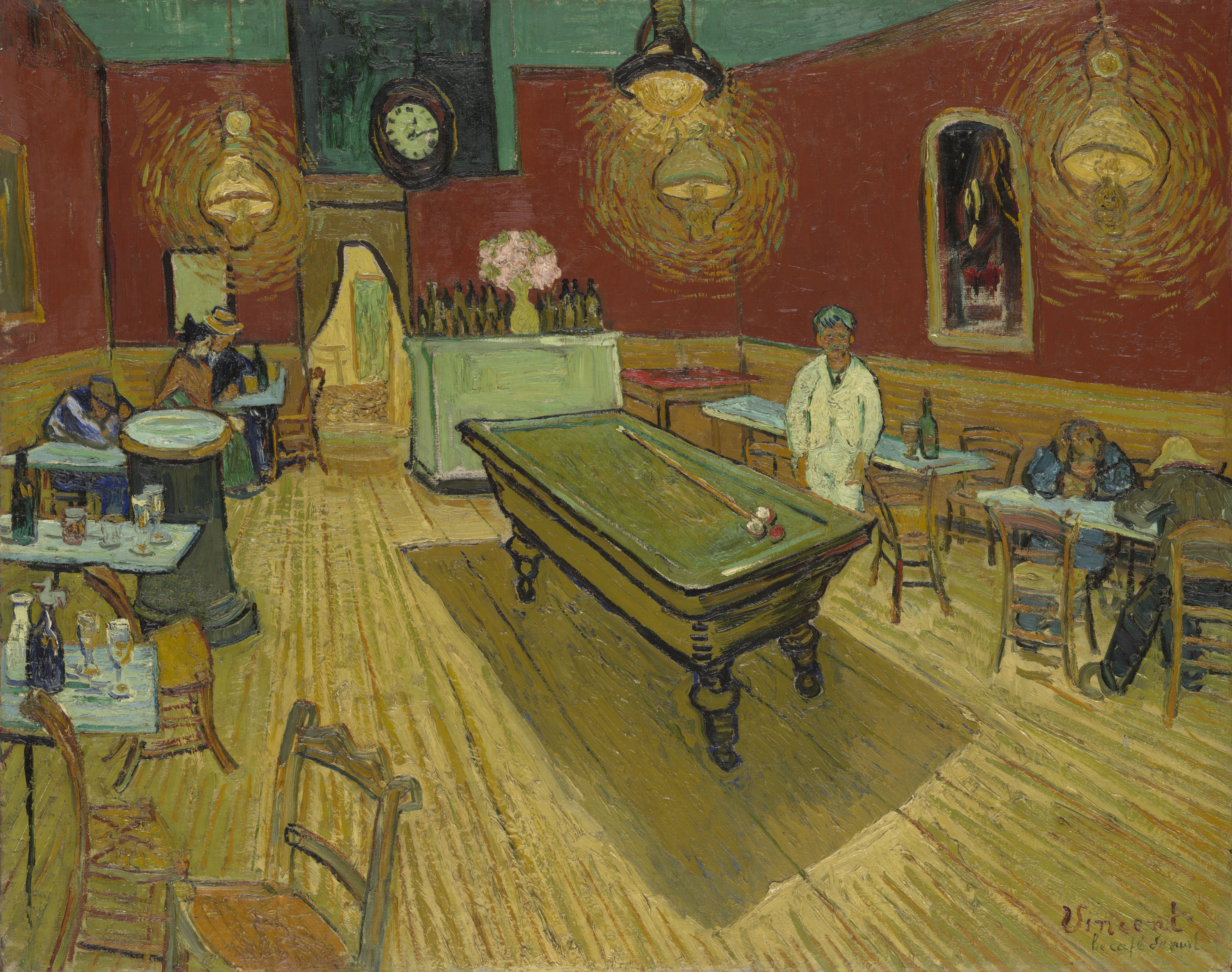
Nocna kawiarnia Vincenta van Gogha – jedno z jego arcydzieł
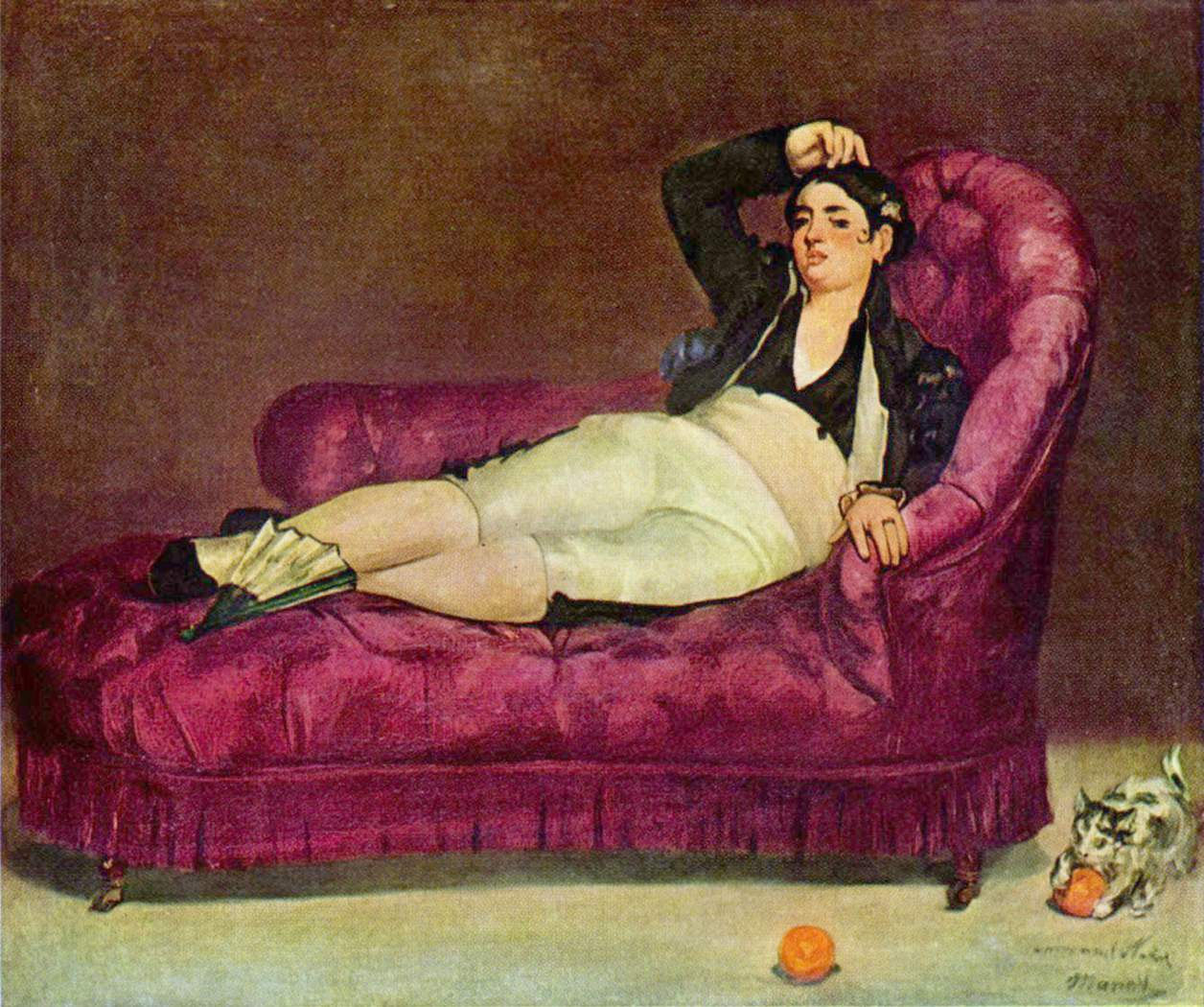
Édouard Manet: Leżąca kobieta w hiszpańskim kostiumie
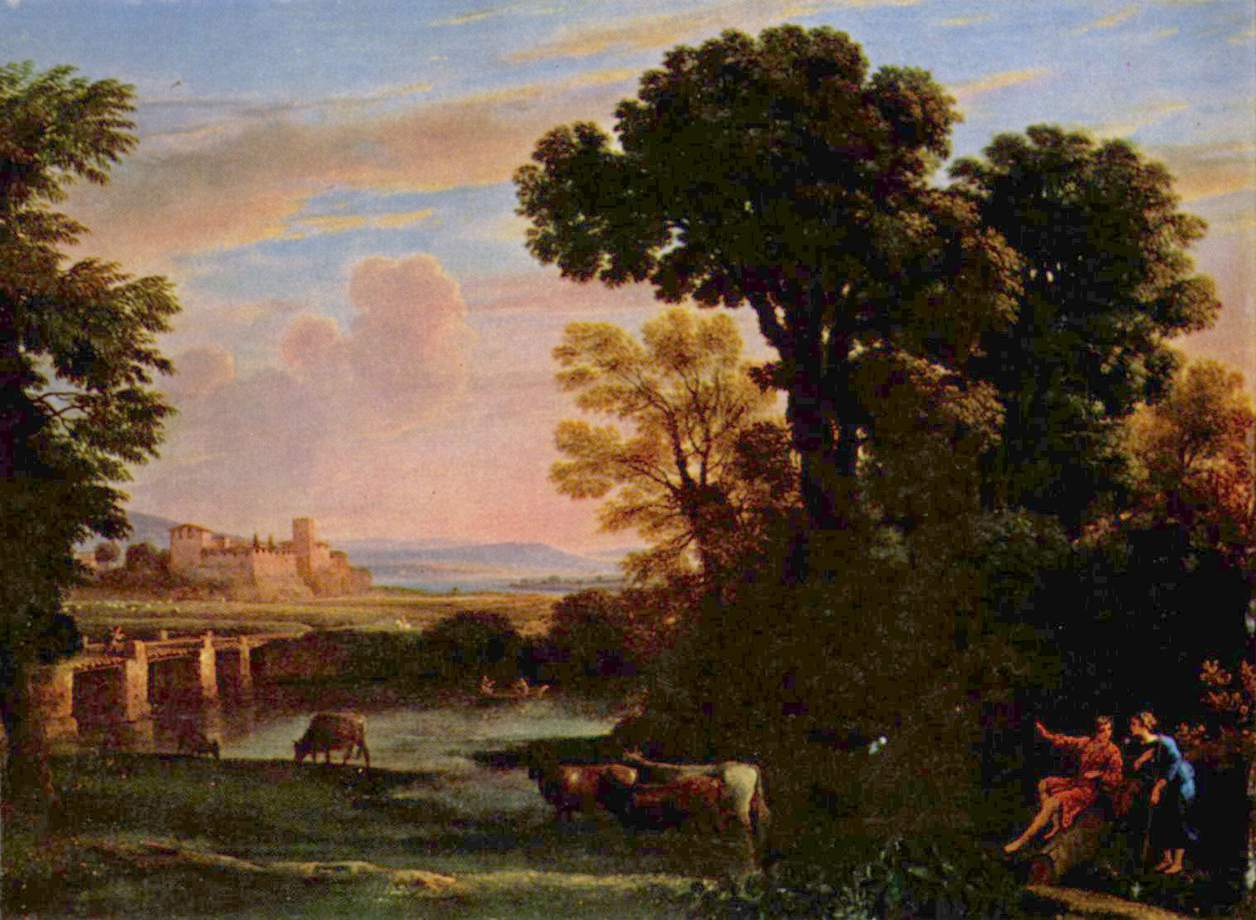
Claude Lorrain: Krajobraz z pasterzem
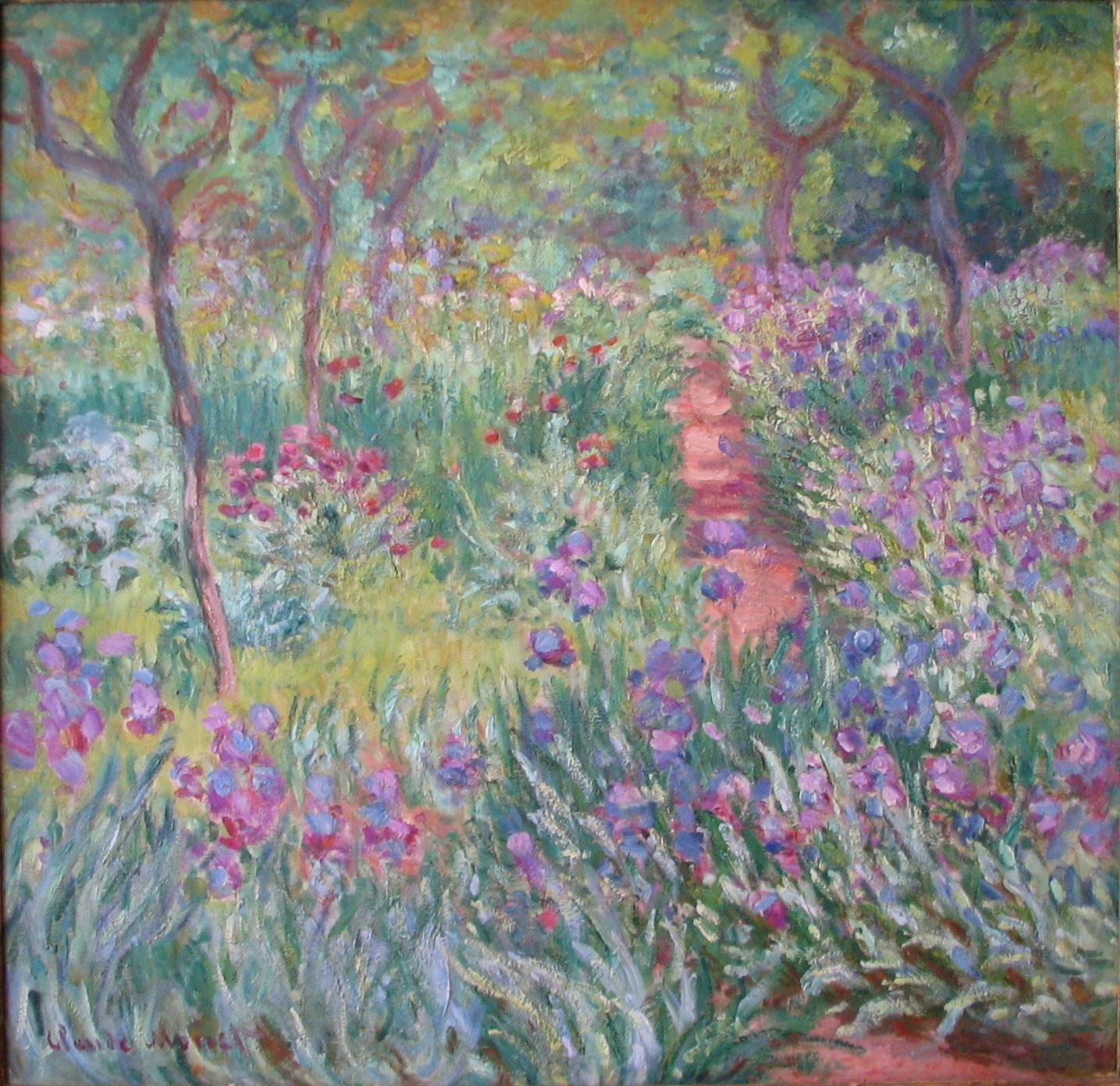
Claude Monet: Ogród artysty w Giverny
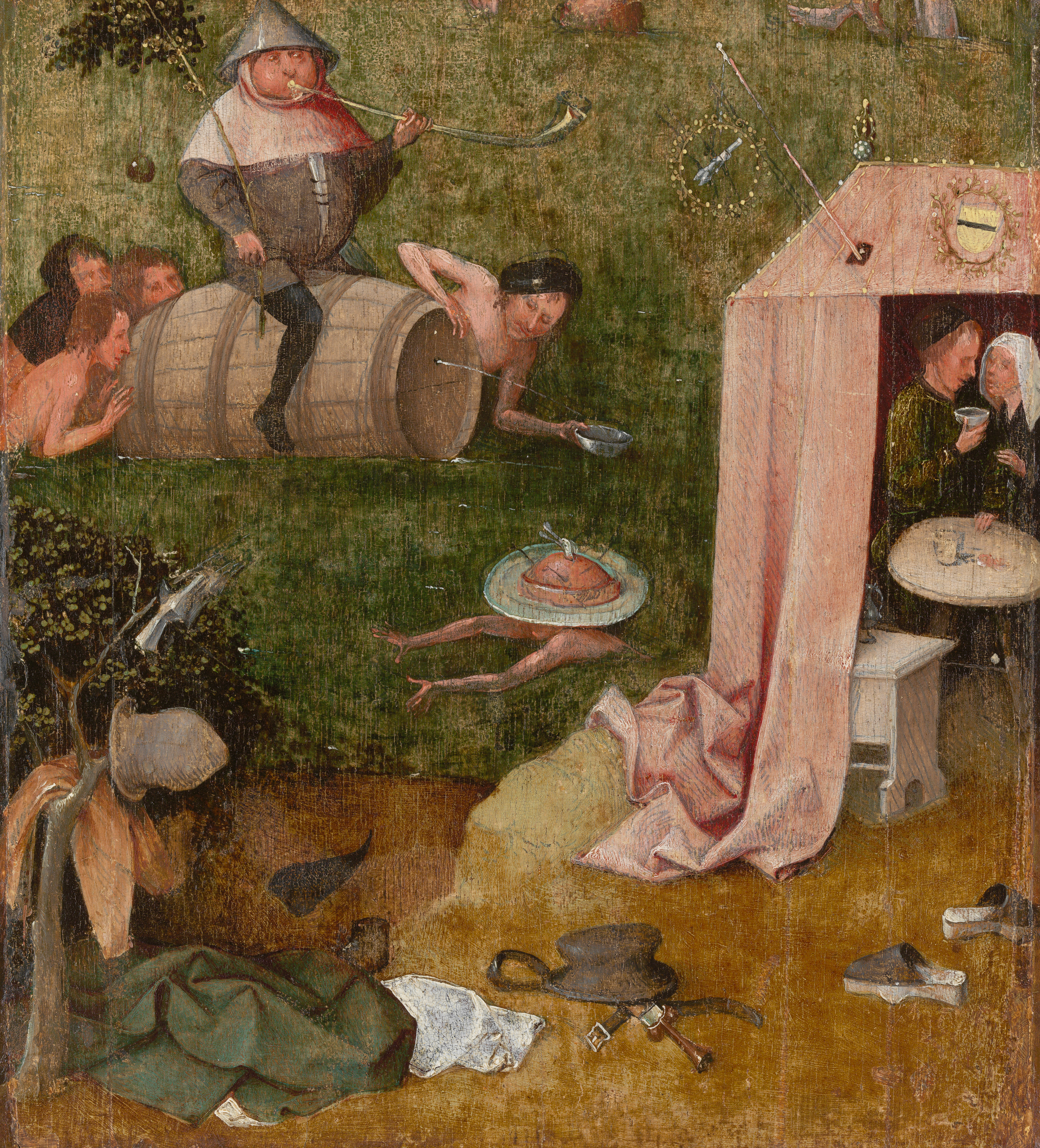
Hieronim Bosch: Alegoria nieumiarkowania w jedzeniu i piciu
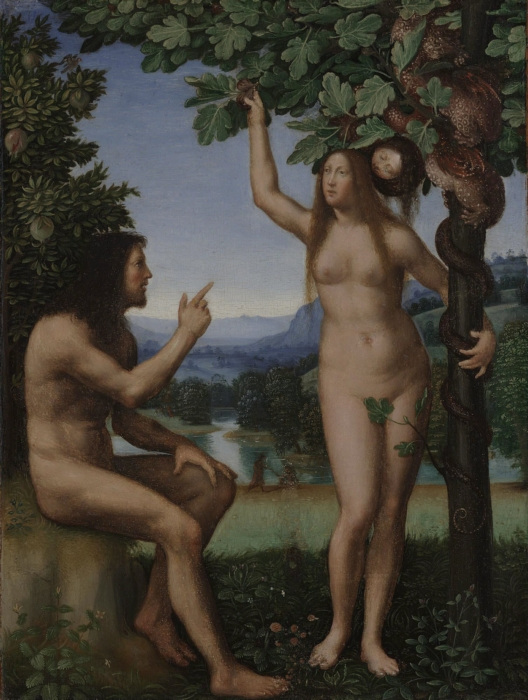
Mariotto Albertinelli: Kuszenie Adama i Ewy
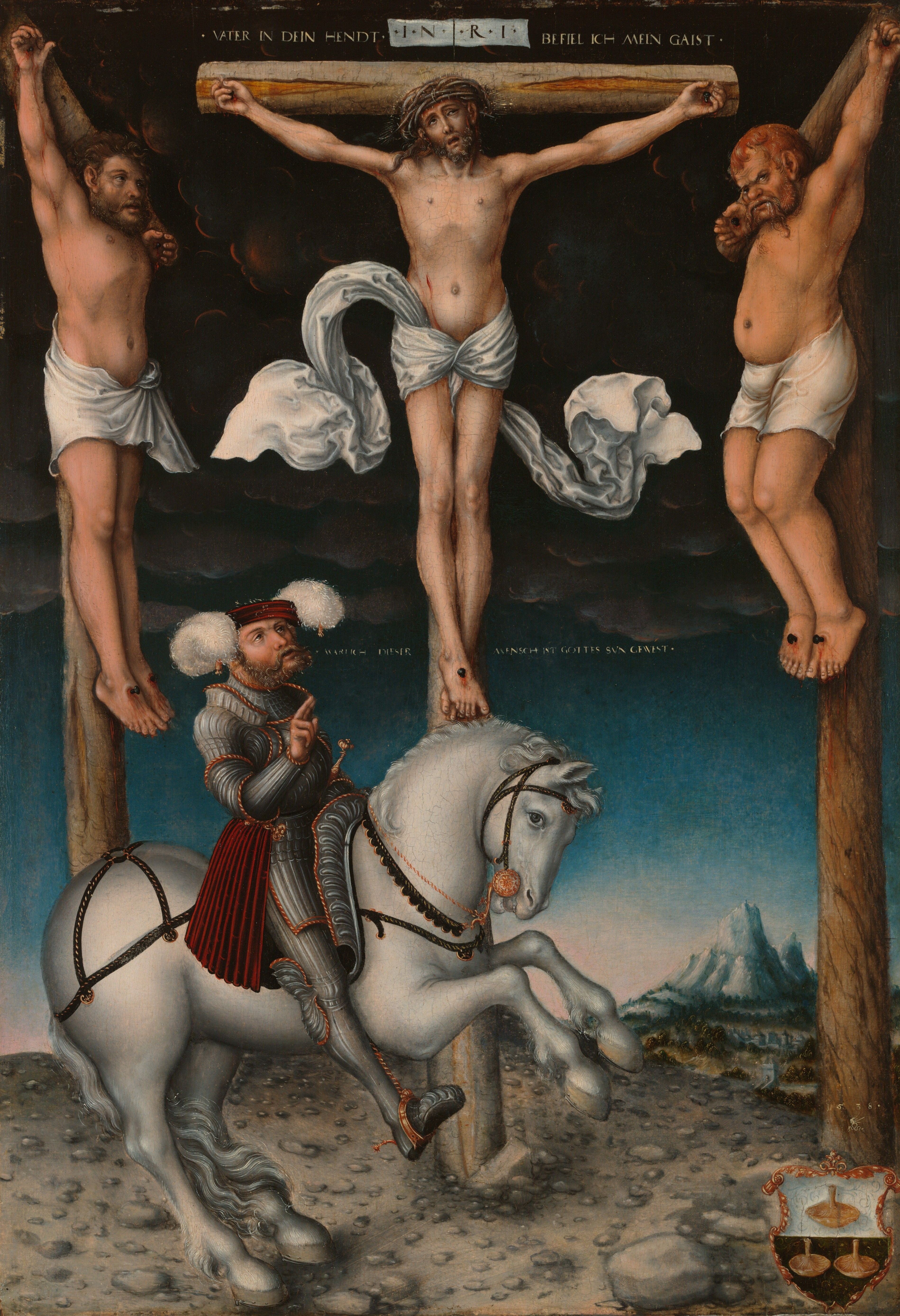
Lucas Cranach starszy: Ukrzyżowanie z nawróconym centurionem